# アントニウス・レックス
アントニウス・レックス（Antonius Rex）は、1974年にミラノでアントニオ・バルトチェッティによって結成されたイタリアのプログレッシブ・ロック・バンド。ヤクラとは別名バンドである。

## 略歴
ヤクラは1968年に結成され、1969年にデビュー・アルバム『密教の秘儀』をリリースした。1972年のアルバム『サバトの宴』のリリース後、バンドは分裂した。バンドリーダーであるバルトチェッティは、1974年に新しいメンバーでアントニウス・レックスを結成し、この名前で8枚のアルバムをリリースした。
2011年、バルトチェッティは、ヤクラの名前で『Pre Viam』という新しいアルバムをリリースした。

## ディスコグラフィ

### アルバム
- Neque Semper Arcum Tendit Rex (1974年)
- Zora (1977年)
- Ralefun (1978年)
- Anno Demoni (1979年)
- Praeternatural (1980年)
- Pig in the witch (1992年)
- Magic Ritual (2005年)
- Switch On Dark (2006年)
- Per Viam (2009年)
- Hystero Demonopathy (2012年)